# Andrea Hlaváčková
Andrea Hlaváčková (Pilsen, 10 augustus 1986) is een professioneel tennisspeelster uit Tsjechië. Op haar vijfde begon zij met het spelen van tennis. Haar favoriete ondergrond is gravel. Zij speelt rechtshandig en heeft een tweehandige backhand. In 2000 speelde zij haar eerste ITF-toernooi in Pilsen, en in 2004 werd zij professional. Op 22 juli 2017 trad zij in het huwelijk met Fabrizio Sestini, een WTA-medewerker. Sinds januari 2018 schrijft zij zich op toernooien in onder de naam Andrea Sestini-Hlaváčková.

## Loopbaan
Hlaváčková is vooral succesvol in het vrouwendubbelspel, waar zij tot op heden(februari 2018) 25 WTA-toernooien op haar naam wist te schrijven. Haar eerste vrouwendubbelspel-ITF-titel won zij in 2003 met landgenote Teresa Szafnerová. In 2006 won zij het enkelspel-ITF-toernooi van Tenerife. Met landgenote Lucie Hradecká won zij in 2011 de dubbelspeltitel in het grandslamtoernooi van Parijs. Met dezelfde partner sleepte zij in 2012 een zilveren medaille in de wacht op de Olympische Spelen in Londen. Met Wit-Rus Maks Mirni won zij in 2013 de gemengddubbelspeltitel op het US Open, en een dag later de vrouwendubbelspeltitel samen met landgenote Lucie Hradecká. Met de Hongaarse Tímea Babos won zij in 2017 een vijftal titels, waaronder het officieuze wereldkampioenschap aan het eind van het jaar.
In de periode 2012–2014 maakte Hlaváčková deel uit van het Tsjechische Fed Cup-team – zij behaalde daar een winst/verlies-balans van 4–2. In 2014 bereikte zij met dit team de finale van de Wereldgroep I, door in de halve finale titelverdediger Italië uit te schakelen – zij veroverden de beker door de Duitse dames met 3–1 te verslaan.

## Speelstijl
Hlaváčková kan het best uit de voeten op snelle ondergronden. Haar opslag is een belangrijk wapen en ze is in staat om aardig wat aces te slaan in een wedstrijd. Door haar vele dubbelspelwedstrijden is ze comfortabel aan het net en beschikt ze over uitstekende volleys en smashes. Ze heeft een wat eigenaardige techniek bij haar baseline-slagen, gekenmerkt door een lange achterzwaai bij zowel forehand als backhand. Hoewel ze vooral veel succes heeft in het dubbelspel, bereikte ze op het US Open van 2012 de vierde ronde in het enkelspel door vaste top 20-speelster Maria Kirilenko in drie sets te verslaan – ze heeft daarmee bewezen ook een gedegen enkelspeelster te zijn.

## Posities op deWTA-ranglijst
Positie per einde seizoen:
| jaar | rang enkelspel | rang dubbelspel |
| ---- | -------------- | --------------- |
| 2003 | 686            | –               |
| 2004 | 443            | 256             |
| 2005 | 341            | 543             |
| 2006 | 226            | 236             |
| 2007 | 238            | 99              |
| 2008 | 227            | 71              |
| 2009 | 158            | 59              |
| 2010 | 106            | 45              |
| 2011 | 112            | 14              |
| 2012 | 65             | 3               |
| 2013 | 134            | 11              |
| 2014 | 169            | 15              |
| 2015 | 155            | 20              |
| 2016 | 274            | 9               |
| 2017 | 473            | 5               |

## Palmares
| Legenda                | Legenda                  |
| ---------------------- | ------------------------ |
| Grandslamtoernooi      |                          |
| Olympische Spelen      |                          |
| Year-End Championships |                          |
| tot 2009               | 2009 – 2020 / vanaf 2021 |
| Tier I                 | Premier Mandatory        |
| Tier II                | Premier Five / WTA 1000  |
| Tier III               | Premier / WTA 500        |
| Tier IV & V            | International / WTA 250  |
|                        | Challenger / WTA 125     |

### WTA-finaleplaatsen enkelspel
| nr.              | finale     | toernooi        | ondergrond | tegenstandster    | score    |         |
| ---------------- | ---------- | --------------- | ---------- | ----------------- | -------- | ------- |
| gewonnen finales |            |                 |            |                   |          |         |
| geen             |            |                 |            |                   |          |         |
| verloren finales |            |                 |            |                   |          |         |
| 1.               | 2013-07-21 | WTA Bad Gastein | gravel     | Yvonne Meusburger | 5-7, 2-6 | details |

### WTA-finaleplaatsen dubbelspel
| nr.                                 | finale     | toernooi          | ondergrond    | partner             | tegenstandsters                           | score             |         |
| ----------------------------------- | ---------- | ----------------- | ------------- | ------------------- | ----------------------------------------- | ----------------- | ------- |
| gewonnen finales vrouwendubbelspel  |            |                   |               |                     |                                           |                   |         |
| 1.                                  | 2007-05-13 | WTA Praag         | gravel        | Petra Cetkovská     | Ji Chunmei Sun Shengnan                   | 7-6, 6-2          | details |
| 2.                                  | 2008-05-04 | WTA Praag         | gravel        | Lucie Hradecká      | Jill Craybas Michaëlla Krajicek           | 1-6, 6-3, [10-6]  | details |
| 3.                                  | 2008-07-20 | WTA Bad Gastein   | gravel        | Lucie Hradecká      | Sesil Karatantcheva Nataša Zorić          | 6-3, 6-3          | details |
| 4.                                  | 2009-07-26 | WTA Bad Gastein   | gravel        | Lucie Hradecká      | Tatjana Malek Andrea Petković             | 6-2, 6-4          | details |
| 5.                                  | 2010-01-09 | WTA Brisbane      | hardcourt     | Lucie Hradecká      | Melinda Czink Arantxa Parra Santonja      | 2-6, 7-6, [10-4]  | details |
| 6.                                  | 2011-04-24 | WTA Fez           | gravel        | Renata Voráčová     | Nina Brattsjikova Sandra Klemenschits     | 6-3, 6-4          | details |
| 7.                                  | 2011-05-21 | WTA Brussel       | gravel        | Galina Voskobojeva  | Klaudia Jans Alicja Rosolska              | 3-6, 6-0, [10-5]  | details |
| 8.                                  | 2011-06-03 | Roland Garros     | gravel        | Lucie Hradecká      | Sania Mirza Jelena Vesnina                | 6-4, 6-3          | details |
| 9.                                  | 2012-01-07 | WTA Auckland      | hardcourt     | Lucie Hradecká      | Julia Görges Flavia Pennetta              | 6-7, 6-2, [10-7]  | details |
| 10.                                 | 2012-02-25 | WTA Memphis       | hardcourt (i) | Lucie Hradecká      | Vera Doesjevina Volha Havartsova          | 6-3, 6-4          | details |
| 11.                                 | 2012-08-19 | WTA Cincinnati    | hardcourt     | Lucie Hradecká      | Katarina Srebotnik Zheng Jie              | 6-1, 6-3          | details |
| 12.                                 | 2012-10-21 | WTA Luxemburg     | hardcourt (i) | Lucie Hradecká      | Irina-Camelia Begu Monica Niculescu       | 6-3, 6-4          | details |
| 13.                                 | 2013-07-14 | WTA Boedapest     | gravel        | Lucie Hradecká      | Nina Brattsjikova Anna Tatishvili         | 6-4, 6-1          | details |
| 14.                                 | 2013-09-07 | US Open           | hardcourt     | Lucie Hradecká      | Ashleigh Barty Casey Dellacqua            | 6-7, 6-1, 6-4     | details |
| 15.                                 | 2014-10-04 | WTA Peking        | hardcourt     | Peng Shuai          | Cara Black Sania Mirza                    | 6-4, 6-4          | details |
| 16.                                 | 2016-04-30 | WTA Praag         | gravel        | Margarita Gasparjan | María Irigoyen Paula Kania                | 6-4, 6-2          | details |
| 17.                                 | 2016-06-12 | WTA Nottingham    | gras          | Peng Shuai          | Gabriela Dabrowski Yang Zhaoxuan          | 7-5, 3-6, [10-7]  | details |
| 18.                                 | 2016-09-18 | WTA Québec        | tapijt (i)    | Lucie Hradecká      | Alla Koedrjavtseva Aleksandra Panova      | 7-6, 7-6          | details |
| 19.                                 | 2016-10-21 | WTA Moskou        | hardcourt (i) | Lucie Hradecká      | Darja Gavrilova Darja Kasatkina           | 4-6, 6-0, [10-7]  | details |
| 20.                                 | 2017-01-07 | WTA Shenzhen      | hardcourt     | Peng Shuai          | Raluca Olaru Olha Savtsjoek               | 6-1, 7-5          | details |
| 21.                                 | 2017-05-05 | WTA Rabat         | gravel        | Tímea Babos         | Nina Stojanović Maryna Zanevska           | 2-6, 6-3, [10-5]  | details |
| 22.                                 | 2017-09-17 | WTA Québec        | tapijt (i)    | Tímea Babos         | Bianca Andreescu Carson Branstine         | 6-3, 6-1          | details |
| 23.                                 | 2017-09-30 | WTA Tasjkent      | hardcourt     | Tímea Babos         | Nao Hibino Oksana Kalasjnikova            | 7-5, 6-4          | details |
| 24.                                 | 2017-10-20 | WTA Moskou        | hardcourt (i) | Tímea Babos         | Nicole Melichar Anna Smith                | 6-2, 3-6, [10-3]  | details |
| 25.                                 | 2017-10-29 | WTA Finals        | hardcourt (i) | Tímea Babos         | Kiki Bertens Johanna Larsson              | 4-6, 6-4, [10-5]  | details |
| 26.                                 | 2018-08-25 | WTA New Haven     | hardcourt     | Barbora Strýcová    | Hsieh Su-wei Laura Siegemund              | 6-4, 6-7, [10-4]  | details |
| 27.                                 | 2017-10-07 | WTA Peking        | hardcourt     | Barbora Strýcová    | Gabriela Dabrowski Xu Yifan               | 4-6, 6-4, [10-8]  | details |
| verloren finales vrouwendubbelspel  |            |                   |               |                     |                                           |                   |         |
| 1.                                  | 2011-02-19 | WTA Memphis       | hardcourt (i) | Lucie Hradecká      | Volha Havartsova Alla Koedrjavtseva       | 3-6, 6-4, [8-10]  | details |
| 2.                                  | 2011-07-16 | WTA Palermo       | gravel        | Klára Zakopalová    | Sara Errani Roberta Vinci                 | 5-7, 1-6          | details |
| 3.                                  | 2012-07-07 | Wimbledon         | gras          | Lucie Hradecká      | Serena Williams Venus Williams            | 5-7, 4-6          | details |
| 4.                                  | 2012-08-04 | O.S. Londen       | gras          | Lucie Hradecká      | Serena Williams Venus Williams            | 4-6, 4-6          | details |
| 5.                                  | 2012-08-24 | WTA New Haven     | hardcourt     | Lucie Hradecká      | Liezel Huber Lisa Raymond                 | 6-4, 0-6, [4-10]  | details |
| 6.                                  | 2012-09-09 | US Open           | hardcourt     | Lucie Hradecká      | Sara Errani Roberta Vinci                 | 4-6, 2-6          | details |
| 7.                                  | 2012-10-28 | WTA Championships | hardcourt (i) | Lucie Hradecká      | Maria Kirilenko Nadja Petrova             | 1-6, 4-6          | details |
| 8.                                  | 2013-02-03 | WTA Parijs        | hardcourt (i) | Liezel Huber        | Sara Errani Roberta Vinci                 | 1-6, 1-6          | details |
| 9.                                  | 2013-04-07 | WTA Charleston    | gravel        | Liezel Huber        | Kristina Mladenovic Lucie Šafářová        | 3-6, 6-7          | details |
| 10.                                 | 2013-09-15 | WTA Québec        | tapijt (i)    | Lucie Hradecká      | Alla Koedrjavtseva Anastasia Rodionova    | 4-6, 3-6          | details |
| 11.                                 | 2014-09-14 | WTA Québec        | tapijt (i)    | Julia Görges        | Lucie Hradecká Mirjana Lučić-Baroni       | 3-6, 6-7          | details |
| 12.                                 | 2015-02-28 | WTA Acapulco      | hardcourt     | Lucie Hradecká      | Lara Arruabarrena María Teresa Torró Flor | 6-7, 7-5, [11-13] | details |
| 13.                                 | 2015-06-21 | WTA Birmingham    | gras          | Lucie Hradecká      | Garbiñe Muguruza Carla Suárez Navarro     | 4-6, 4-6          | details |
| 14.                                 | 2015-08-18 | WTA Linz          | hardcourt (i) | Lucie Hradecká      | Raquel Kops-Jones Abigail Spears          | 3-6, 5-7          | details |
| 15.                                 | 2016-01-29 | Australian Open   | hardcourt     | Lucie Hradecká      | Martina Hingis Sania Mirza                | 6-7, 3-6          | details |
| 16.                                 | 2017-01-27 | Australian Open   | hardcourt     | Peng Shuai          | Bethanie Mattek-Sands Lucie Šafářová      | 7-6, 3-6, 3-6     | details |
| 17.                                 | 2017-02-25 | WTA Dubai         | hardcourt     | Peng Shuai          | Jekaterina Makarova Jelena Vesnina        | 2-6, 6-4, [7-10]  | details |
| 18.                                 | 2017-05-13 | WTA Madrid        | gravel        | Tímea Babos         | Chan Yung-jan Martina Hingis              | 4-6, 3-6          | details |
| 19.                                 | 2017-10-08 | WTA Peking        | hardcourt     | Tímea Babos         | Chan Yung-jan Martina Hingis              | 1-6, 4-6          | details |
| 20.                                 | 2018-01-12 | WTA Sydney        | hardcourt     | Latisha Chan        | Gabriela Dabrowski Xu Yifan               | 3-6, 1-6          | details |
| 21.                                 | 2018-05-20 | WTA Rome          | gravel        | Barbora Strýcová    | Ashleigh Barty Demi Schuurs               | 3-6, 4-6          | details |
| 22.                                 | 2018-09-22 | WTA Tachikawa     | hardcourt (i) | Barbora Strýcová    | Miyu Kato Makoto Ninomiya                 | 4-6, 4-6          | details |
| 23.                                 | 2018-09-29 | WTA Wuhan         | hardcourt     | Barbora Strýcová    | Elise Mertens Demi Schuurs                | 3-6, 3-6          | details |
| gewonnen finales gemengd dubbelspel |            |                   |               |                     |                                           |                   |         |
| 1.                                  | 2013-09-06 | US Open           | hardcourt     | Maks Mirni          | Abigail Spears Santiago González          | 7-6, 6-3          | details |

### Gewonnen ITF-toernooien enkelspel
| nr. | finale     | toernooi                | dotatie | tegenstandster     | score         |
| --- | ---------- | ----------------------- | ------- | ------------------ | ------------- |
| 1.  | 2006-05-20 | Tenerife                | $25.000 | Monique Adamczak   | 3-6, 6-3, 6-3 |
| 2.  | 2009-08-02 | Bad Saulgau             | $25.000 | Ana Jovanović      | 6-4, 6-4      |
| 3.  | 2010-02-07 | Sutton                  | $25.000 | Mallory Cecil      | 6-1, 4-6, 6-4 |
| 4.  | 2010-07-25 | Les Contamines-Montjoie | $25.000 | Elitsa Kostova     | 7-5, 0-6, 6-4 |
| 5.  | 2010-08-01 | Vigo                    | $25.000 | Katie O'Brien      | 6-2, 6-0      |
| 6.  | 2011-08-14 | Bronx                   | $50.000 | Mona Barthel       | 7-6, 6-3      |
| 7.  | 2011-10-02 | Clermont-Ferrand        | $25.000 | Tatjana Malek      | 6-4, 0-6, 7-6 |
| 8.  | 2015-08-09 | Pilsen                  | $25.000 | Barbora Krejčíková | 3-6, 6-2, 6-3 |

### Gewonnen ITF-toernooien dubbelspel
| nr. | finale     | toernooi          | dotatie  | partner            | tegenstandsters                                    | score         |
| --- | ---------- | ----------------- | -------- | ------------------ | -------------------------------------------------- | ------------- |
| 1.  | 2003-10-19 | Pilsen            | $10.000  | Teresa Szafnerová  | Lucie Kriegsmannová Pavlína Šlitrová               | 3-6, 6-0, 6-1 |
| 2.  | 2006-02-05 | Jersey            | $25.000  | Matea Mezak        | Katie O'Brien Melanie South                        | 6-3, 6-1      |
| 3.  | 2006-06-24 | Fontanafredda     | $25.000  | Renata Voráčová    | Daniela Klemenschits Sandra Klemenschits           | 6-4, 6-4      |
| 4.  | 2006-11-11 | Opole             | $25.000  | Nikola Fraňková    | Olga Brózda Natalia Kołat                          | 7-5, 6-0      |
| 5.  | 2006-11-18 | Přerov            | $25.000  | Nikola Fraňková    | Eva Hrdinová Stanislava Hrozenská                  | 6-2, 6-7, 6-3 |
| 6.  | 2006-12-16 | Valašské Meziříčí | $25.000  | Nikola Fraňková    | Olga Brózda Natalia Kołat                          | 6-3, 6-1      |
| 7.  | 2007-03-24 | Tenerife          | $25.000  | Margit Rüütel      | Petra Cetkovská Veronika Chvojková                 | 2-3, opg.     |
| 8.  | 2007-03-30 | La Palma          | $25.000  | Petra Cetkovská    | Arantxa Parra Santonja Melanie South               | 6-3, 6-2      |
| 9.  | 2007-04-20 | Calvià            | $25.000  | Petra Cetkovská    | María José Martínez Sánchez Arantxa Parra Santonja | 7-5, 6-4      |
| 10. | 2007-10-14 | Jersey            | $25.000  | Lucie Hradecká     | Katie O'Brien Georgie Stoop                        | 6-0, 6-4      |
| 11. | 2007-12-14 | Valašské Meziříčí | $25.000  | Lucie Hradecká     | Darija Jurak Ivana Lisjak                          | 6-2, 6-1      |
| 12. | 2008-02-03 | Belfort           | $25.000  | Lucie Hradecká     | Marta Marrero María José Martínez Sánchez          | 7-6, 6-4      |
| 13. | 2008-02-10 | Sutton            | $25.000  | Lucie Hradecká     | Johanna Larsson Anna Smith                         | 6-3, 6-3      |
| 14. | 2008-11-02 | Bratislava        | $100.000 | Lucie Hradecká     | Akgul Amanmuradova Monica Niculescu                | 7-6, 6-1      |
| 15. | 2009-07-04 | Pozoblanco        | $50.000  | Olha Savtsjoek     | Nina Brattsjikova Ágnes Szatmári                   | 6-3, 6-3      |
| 16. | 2010-10-10 | Barnstaple        | $75.000  | Michaëlla Krajicek | Sandra Klemenschits Tatjana Malek                  | 7-6, 6-2      |
| 17. | 2012-02-12 | Midland           | $100.000 | Lucie Hradecká     | Vesna Dolonts Stéphanie Foretz-Gacon               | 7-6, 6-2      |
| 18. | 2013-10-27 | Saguenay          | $50.000  | Marta Domachowska  | Françoise Abanda Victoria Duval                    | 7-5, 6-3      |
| 19. | 2014-10-26 | Poitiers          | $100.000 | Lucie Hradecká     | Katarzyna Piter Maryna Zanevska                    | 6-1, 7-5      |

## Resultaten grandslamtoernooien
| Legenda | Legenda                          |
| ------- | -------------------------------- |
| g.t.    | geen toernooi gehouden           |
| l.c.    | lagere categorie                 |
| –       | niet deelgenomen                 |
| G       | uitgeschakeld in de groepsfase   |
| 1R      | uitgeschakeld in de eerste ronde |
| 2R      | uitgeschakeld in de tweede ronde |
| 3R      | uitgeschakeld in de derde ronde  |
| 4R      | uitgeschakeld in de vierde ronde |
| KF      | uitgeschakeld in de kwartfinale  |
| HF      | uitgeschakeld in de halve finale |
| F       | de finale verloren               |
| W       | het toernooi gewonnen            |
| w-v     | winst/verlies-balans             |

### Enkelspel
| toernooi        | 2010 | 2011 | 2012 | 2013 | 2014 | 2015 |
| --------------- | ---- | ---- | ---- | ---- | ---- | ---- |
| Australian Open | –    | 2R   | 1R   | 1R   | –    | –    |
| Roland Garros   | –    | 1R   | –    | 1R   | –    | 1R   |
| Wimbledon       | 2R   | 2R   | 2R   | 1R   | 1R   | –    |
| US Open         | –    | –    | 4R   | –    | –    | –    |

### Vrouwendubbelspel
| toernooi        | 2007 | 2008 | 2009 | 2010 | 2011 | 2012 | 2013 | 2014 | 2015 | 2016 | 2017 | 2018 |
| --------------- | ---- | ---- | ---- | ---- | ---- | ---- | ---- | ---- | ---- | ---- | ---- | ---- |
| Australian Open | –    | –    | 2R   | 3R   | 2R   | HF   | 2R   | KF   | 3R   | F    | F    | KF   |
| Roland Garros   | –    | –    | 1R   | 3R   | W    | HF   | HF   | 1R   | HF   | KF   | 2R   | HF   |
| Wimbledon       | 2R   | 1R   | 1R   | 2R   | 1R   | F    | KF   | HF   | 2R   | 3R   | 3R   | 3R   |
| US Open         | –    | –    | 2R   | 1R   | KF   | F    | W    | KF   | 3R   | 3R   | KF   | 3R   |

### Gemengd dubbelspel
| toernooi        | 2009 | 2010 | 2011 | 2012 | 2013 | 2014 | 2015 | 2016 | 2017 | 2018 |
| --------------- | ---- | ---- | ---- | ---- | ---- | ---- | ---- | ---- | ---- | ---- |
| Australian Open | –    | –    | –    | KF   | 2R   | 2R   | KF   | 2R   | 1R   | KF   |
| Roland Garros   | –    | 2R   | –    | 1R   | 2R   | 1R   | 1R   | HF   | HF   | 2R   |
| Wimbledon       | 1R   | 1R   | 2R   | 2R   | 2R   | 3R   | 3R   | 3R   | 2R   | 3R   |
| US Open         | –    | 1R   | 1R   | 2R   | W    | 2R   | HF   | 2R   | 1R   | KF   |